# Thanh Hoa (ca sĩ)
Thanh Hoa (sinh ngày 12 tháng 10 năm 1950) là một ca sĩ người Việt Nam. Thanh Hoa bắt đầu sự nghiệp ca hát từ năm 16 tuổi. Bà đã thể hiện thành công hàng loạt ca khúc nổi tiếng như: "Tình yêu của đất và nước", "Mùa xuân làng lúa làng hoa", "Tàu anh qua núi", "Con kênh ta đào", "Tình yêu trên dòng sông quan họ", "Chiều một mình".

## Thân thế
Thanh Hoa tên thật là Nguyễn Thị Thanh, sinh ngày 12 tháng 10 năm 1950, nguyên quán ở xã Đại Mỗ, huyện Từ Liêm, Hà Nội (nay là phường Đại Mỗ thuộc quận Nam Từ Liêm). Cha của Thanh Hoa là một nghệ sĩ ở trường Thiếu sinh quân. Mẹ bà là một người lái đò ở gần chùa Hương. Thanh Hoa sinh ra trong gia đình đông con và nghèo đói. Bà là chị của sáu đứa em nên phải cùng mẹ gánh vác trách nhiệm nuôi sống gia đình từ nhỏ. Bà từng phải đi rửa bát thuê. Thấy Thanh Hoa còn nhỏ nên người đàn ông chủ cửa hàng mà bà rửa bát không muốn cho bà làm nữa vì sợ mang tiếng. Thanh Hoa lập tức trêu chọc ông này và bị đuổi việc.
Từ bé, Thanh Hoa đã tỏ ra đam mê với ca hát. Năm 9 tuổi, bà đoạt giải Nhất cuộc thi giọng hát Hoạ mi của thị xã Hà Đông. Năm 16 tuổi, bà bắt đầu học ở Trường Âm nhạc Việt Nam và tốt nghiệp Trung cấp năm 1970. Tại đây, bà được phát hiện tài năng bởi Đặng Hữu Phát và cũng là người giáo dục bà trong âm nhạc.

## Sự nghiệp

### Thời kì chiến tranh Việt Nam
Sau khi tốt nghiệp Trường Âm nhạc Việt Nam, bà trở thành ca sĩ của Đài Phát thanh Giải phóng (còn có mật danh là Đài CP-90). Thanh Hoa được hai nghệ sĩ cải lương Thanh Hùng và Ngọc Hoa nhận làm em nuôi. Những ca sĩ, nhạc sĩ thời điểm này phải lấy tên bí danh để được chuyển vào miền Nam trong thời kì chiến tranh Việt Nam. Nghệ danh Thanh Hoa là tên ghép từ tên của hai nghệ sĩ cải lương đó. Bài hát đầu tiên của bà được phát sóng trên Đài CP-90 là "Cánh chim mùa xuân" của nhạc sĩ Huỳnh Thơ năm 1970. Khi biểu diễn phục vụ chiến tranh, bà là người thấp bé nhất đoàn và chỉ nặng 42 kg nên Thanh Hoa thường được mọi người mang vác hộ đồ dùng trên đường hành quân.

### Làm việc tại Đài tiếng nói Việt Nam
Sau khi đi dọc dãy Trường Sơn để ca hát phục vụ quân đội trong Chiến dịch Hồ Chí Minh, Thanh Hoa trở về công tác tại Đài Tiếng nói Việt Nam và làm việc tại đó cho đến lúc nghỉ hưu năm 2006. Trong quá trình công tác, bà kể lại có lần suýt chết vì đạn nổ khi đang ăn cháo. Tại Đài Tiếng nói Việt Nam, bà là một trong những ca sĩ thu âm nhiều nhất với 400 bản thu, trong đó có những bài hát đã được phát thanh nhiều lần và gắn bó với tên tuổi của bà như "Tình yêu của đất và nước" (Hoàng Vân), "Con kênh ta đào", "Khúc hát ru của người mẹ trẻ" (Phạm Tuyên), "Em chọn lối này" (An Thuyên), "Tàu anh qua núi", "Tình yêu trên dòng sông Quan họ" (Phan Lạc Hoa), "Giữa Mạc Tư Khoa nghe câu hò Nghệ Tĩnh" (Trần Hoàn), "Bác Hồ một tình yêu bao la" (Thuận Yến), "Mùa xuân làng lúa làng hoa" (Ngọc Khuê), "Đường tàu mùa xuân" (Phạm Minh Tuấn)... Cũng thông tin cho rằng hơn 1000 bản thu thanh của bà biểu diễn đã được lưu lại trong kho lưu trữ Đài tiếng nói Việt Nam. Những năm thập niên 1980, vì đời sống quá khó khăn nên Thanh Hoa đã mở một hàng nước để kiếm sống.
Thanh Hoa từng tự mở một câu lạc bộ ca nhạc riêng tại một quán cà phê mang tên Aladin để kiếm thu nhập. Quán cà phê này cũng là nơi biểu diễn những ca sĩ trẻ thời bấy giờ của dòng nhạc đỏ như Đăng Dương, Việt Hoàn, Lan Anh, Anh Thơ. Năm 2001, bà được phong tặng danh hiệu Nghệ sĩ Nhân dân. Tháng 11 năm 2002, Thanh Hoa đi lưu diễn 10 ngày tại một lễ hội tại Osaka, Nhật Bản, ngay năm sau đó bà cũng có kế hoạch biểu diễn ở Thái Lan, Đức, Pháp, Ý.
Năm 2003, Thanh Hoa ra mắt CD ca nhạc "Mùa xuân và tôi". Album này là sự tổng hợp trong 30 năm ca hát của bà. Đĩa CD này chủ yếu chứa những tác phẩm viết về mùa xuân, ra đời trong những ngày đầu sự kiện 30 tháng 4 năm 1975. Tháng 4 cùng năm, tuy tỏ ra bận rộn với vai trò chủ quán cà phê âm nhạc Aladin, Thanh Hoa vẫn chuẩn bị ra mắt album "Ước hẹn đồng quê". Đây là album thứ 3 của bà sau "Em vẫn đợi anh" và "Mùa xuân và tôi". Nữ nghệ sĩ cho biết đã lấy tên bài hát "Ước hẹn đồng quê", một sáng tác của người chồng đầu làm tựa đề cho album. Đĩa CD mới này cũng có những bài hát lần đầu tiên được trình bày cùng những ca khúc quen thuộc với khán giả Việt Nam. Cuối năm 2004, Thanh Hoa khai trương phòng trà ca nhạc Aladin cơ sở mới quy mô to hơn tại một khách sạn. Năm 2005, bà trở thành ban giám khảo dòng nhạc dân gian cuộc thi Sao Mai.

### Sau khi nghỉ hưu
Năm 2006, khi được nghỉ hưu, Thanh Hoa tổ chức một liveshow kỷ niệm 40 năm ca hát mang tên "Hát... thầm". Tháng 11 năm 2019, Thanh Hoa tổ chức một chương trình ca nhạc riêng ở Hà Nội mang tên "Em vẫn như ngày xưa" nhằm kỷ niệm 55 năm sự nghiệp biểu diễn của bản thân. Trước đó, nhân kỷ niệm 116 năm ngày sinh Hồ Chí Minh Thanh Hoa cho ra mắt CD "Bác Hồ - tình yêu bao la" với tuyển chọn 10 ca khúc nổi tiếng của nhiều tác giả viết về ông. Cuối năm, bà thông báo rằng nhà văn Trần Thị Trường là người chấp bút cho cuốn tự truyện về cuộc đời của mình. Cuốn sách sắp phát hành tháng 12. Dù vậy, ban đầu bà đã nhờ nhà văn trẻ Dương Bình Nguyên chấp bút nhưng về sau đã thay đổi vì "khoảng cách giữa hai thế hệ". Cuốn tự truyện của bà có bản thảo khoảng 400 trang, 12 chương và được gửi tới cho nhà văn Trần Thị Trường biên soạn. Tuy vậy sau này, cuốn tự truyện chỉ được "lưu hành nội bộ".

### Tham gia và hoạt động các chương trình nghệ thuật
Thanh Hoa từng từ chối tham gia chương trình Giai điệu tự hào năm 2014 và để ca khúc gắn với tên tuổi mình "Tàu anh qua núi" cho Thu Minh hát. Năm 2016, bà đảm nhiệm chức vụ chủ tịch Hội bảo vệ quyền của nghệ sĩ biểu diễn âm nhạc (APPA). Ngoài ra, nữ nghệ sĩ còn giữ chức phó chủ tịch Hội phát triển văn hóa doanh nghiệp Việt Nam. Vai trò này đã đưa bà đến nhiều quốc gia trên thế giới. Tại các nước khác nhau, Thanh Hoa giảng dạy cho người Việt kiều kỹ thuật thanh nhạc và hướng dẫn họ hát các ca khúc về quê hương, đất nước. Bà còn góp sức tổ chức nhiều hoạt động văn hóa, văn nghệ cho cộng đồng người Việt Nam ở nước ngoài, trong đó có Liên hoan Tiếng hát Việt Nam toàn châu Âu tháng 12 tháng 2015 tại Cộng hòa Séc. Bà còn tham gia tổ chức Liên hoan tiếng hát Việt Nam ASEAN tại Thái Lan vào tháng 2 năm 2017 và Liên hoan tiếng hát Việt Nam toàn thế giới một lần nữa tại Séc vào tháng 10 năm 2017.
Tháng 6 năm 2017 tại Vinh, trong chương trình nghệ thuật "Đêm nghe hát đò đưa nhớ Bác" kỷ niệm 60 năm ngày Hồ Chí Minh về thăm quê lần thứ nhất, Thanh Hoa lần đầu tiên thể hiện ca khúc "Ngày Bác về thăm quê". Đây là sáng tác được nhạc sĩ Phan Lạc Hoa viết vào khoảng thời gian 3 tháng trước khi ông qua đời. Đây là sáng tác được Phan Lạc Hoa viết vào khoảng thời gian 3 tháng trước khi ông qua đời. Bài hát chưa từng được biểu diễn trước công chúng. Năm 2019, trong chương trình Ký ức vui vẻ phát sóng trên VTV3, Thanh Hoa kể lại những kỷ niệm về người chồng đầu và bài hát "Tàu anh qua núi". Bà cho biết đây là bài hát làm nên tên tuổi của bà, được công chúng đón nhận. Bà cho biết từng hát bài hát này 6 đến 8 lần một ngày. Cũng trong chương trình hôm đó, bà chia sẻ lại mối tình dang dở của mình với người lính trước khi ra trận có gửi cho bà bức thư tay, tuy nhiên sau đó người này đã tử trận.
Ở tuổi 70, Thanh Hoa vẫn tỏ ra vướng bận trong nhiệm vụ đòi quyền lợi cho các nghệ sĩ biểu diễn âm nhạc ở Việt Nam. Năm 2022, bà có buổi biểu diễn kết hợp với ca sĩ trẻ Hoà Minzy dù được con cháu trong gia đình không đồng ý. Hai người sẽ kết hợp biểu diễn trong chương trình "Giao lộ thời gian" lên sóng ngày 27 tháng 8, hai nghệ sĩ mang đến bản song ca "Tàu anh qua núi". Đây là một trong những ca khúc đem đến thành công cho Hòa Minzy ở Gương mặt thân quen của năm 2016. Ngoài việc làm ca sĩ, Thanh Hoa cũng là một giáo viên đào tạo rất nhiều thế hệ ca sĩ. Trong lúc dạy, bà luôn hướng học sinh tới "đúng đam mê, sở trường vốn có" mà không bận tâm đến người khác học ra sao. Cuối năm 2022, Thanh Hoa góp mặt biểu diễn trong chương trình "Thanh âm Sao và Sao" do bà đặt tên để hát gây quỹ dành cho việc tri ân, tặng quà Tết, giúp đỡ các nghệ sĩ lớn tuổi, ốm đau, có hoàn cảnh khó khăn. Năm 2023, sau một thời gian bị gián đoạn bởi dịch COVID-19, bà có dự định tổ chức chương trình "Tôi yêu tiếng nước tôi" lần thứ 3 tại Pháp vào khoảng tháng 5.

## Đời tư
Những sự việc xảy ra sau cuộc hôn nhân đầu tiên khi người chồng của Thanh Hoa tự tử đã khiến cho báo chí Việt Nam khai thác rất nhiều, vô tình trở thành cái mác  tiêu cực gán cho bà suốt cả cuộc đời.

### Người chồng đầu tiên
Thanh Hoa kết hôn với người chồng đầu tiên là nhạc sĩ Phan Lạc Hoa. Phan Lạc Hoa cũng là một người yêu thích âm nhạc và học Khoa Thanh nhạc Nhạc viện Hà Nội muộn hơn Thanh Hoa 3 năm. Ông là cán bộ được cử đi học. Hai người tỏ ra yêu nhau từ "giây phút đầu tiên". Khi biết Thanh Hoa có thai, cả hai đều tỏ ra sợ hãi và trốn chạy. Phan Lạc Hoa chạy trốn bằng cách bỏ đi chơi xa nhưng về sau ông vẫn tìm lại Thanh Hoa. Họ về sống với nhau mà không có đám cưới.
Năm 1972, khi Thanh Hoa là một giọng ca đã được công chúng yêu mến và biết đến qua sóng của Đài Phát thanh Giải phóng, bà được Đài Tiếng nói Việt Nam nhận về. Trong khi đó, Phan Lạc Hoa sau thời gian chật vật tìm việc chỉ xin vào được Đoàn văn công Đường sắt của Tạ Đình Đề và chỉ được hát trong dàn hợp xướng. Chính sự nổi tiếng của Thanh Hoa lúc bấy giờ và cuộc sống bí bách trong việc tìm hướng đi cho sự nghiệp của Phan Lạc Hoa, cuộc hôn nhân của họ có dấu hiệu rạn nứt. Phan Lạc Hoa chỉ muốn Thanh Hoa sinh nhiều con, ít biểu diễn, chủ yếu dành thời gian để lo việc gia đình. Sau đó, ông bắt đầu sáng tác ca khúc. Những bài hát của ông đã khẳng định được tài năng âm nhạc của bản thân. Chính Thanh Hoa cũng là người đưa những tác phẩm âm nhạc của Phan Lạc Hoa tới công chúng và cũng chính những bài hát của Phan Lạc Hoa đã giúp nữ ca sĩ trở nên nổi tiếng hơn.
Có thông tin cho thấy Phan Lạc Hoa lại là người quyết định chấm dứt cuộc hôn nhân này. Theo đó, Phan Lạc Hoa đã viết đơn và đề nghị vợ kí trong trạng thái không ổn định về tâm lý. Sau những cuộc cãi vã, ông tìm đến những cuộc nhậu và sòng bạc để thoả mãn, khiến bản thân trở thành bệnh nhân thần kinh và phải vào điều trị tại Bệnh viện Bạch Mai. Sau khi chia tay, Thanh Hoa vẫn tới bệnh viện chăm sóc chồng. Tuy đã ly dị, nhưng vì không có nhà riêng nên họ vẫn chung một căn hộ tập thể chật chội được ngăn đôi bằng bức phên cót. Một tháng sau khi toà án xử ly hôn và đúng sau đêm diễn của Thanh Hoa với 3 bài hát nổi tiếng mà bà hát, Phan Lạc Hoa đã tự tử. Ông trở về nhà và treo cổ sau khi cùng bạn bè đến Nhà hát Lớn Hà Nội nghe vợ cũ hát.
Thanh Hoa phải đối diện với những lời xúc phạm cũng như chỉ trích từ dư luận và công chúng vì lí do "vô tình giết chồng". Đài Tiếng nói Việt Nam đã cho ngừng phát thanh các bài hát của bà vì sức ép dư luận. Trong một đêm diễn, nữ ca sĩ từng bị một số khán giả là bạn bè của chồng cũ nói những lời tấn công cá nhân, khiến bà ngất xỉu vì kiệt sức. 30 năm sau đó, chuyện cũ một lần nữa được kể lại qua lời kể của bác sĩ Sao Hồng, người sinh viên thực tập khoa Tâm thần, bệnh viện Bạch Mai từng có thời gian chăm sóc cho Phan Lạc Hoa. Trong câu chuyện đó, người sinh viên mà nay là bác sĩ Sao Hồng đã nhắc đến mối tình của nhạc sĩ Phan Lạc Hoa với với ca sĩ Thanh Hoa. Trong đó có cuộc sống cô độc của Phan Lạc Hoa, những ngày chữa bệnh tại bệnh viện, những ngày buồn khi ông và vợ quyết định ly hôn và cuối cùng là cái chết do treo cổ tự tử để lại nhiều nghi vấn. Con gái của của hai người đã lên tiếng rằng có nhiều chi tiết "nồi chõ" (ý chỉ sự phỏng đoán cá nhân qua những tin đồn thất thiệt) nhưng cô này cũng bày tỏ có một số chi tiết mà cô tin là có thật.

### Người chồng thứ hai
Bà kết hôn lần thú hai với nghệ sĩ xiếc Tôn Thất Lợi, người đàn ông kém bà 6 tuổi, vốn là con trai một gia đình người Huế với những quan niệm lễ giáo khắt khe. Ban đầu, gia đình Tôn Thất Lợi lúc bấy giờ không chấp nhận cho cuộc hôn nhân này, thậm chí đã sắp xếp đưa nam nghệ sĩ về quê kết hôn với một phát thanh viên. Gia đình dùng mọi cách cấm đoán, đến mức anh trai Tôn Thất Lợi từng đến gặp riêng nói chuyện với Thanh Hoa. Cuối cùng, Tôn Thất Lợi vẫn từ Huế ra Hà Nội đến gặp Thanh Hoa. Về sau mâu thuẫn giữa hai gia đình cũng được xem như đã hết. Ở tuổi ngoài 70, cuộc sống của hai người được xem là "viên mãn".

### Con cái
Thanh Hoa có với người chồng đầu tiên 2 người con gái là Phan Huyền Thư và Phan Thái Lữ cùng một con trai đã mất từ nhỏ vì bệnh phù phổi có tên Phan Lạc Cao Nguyên. Với người chồng sau, bà có một con trai tên Tôn Thất Sơn.
Hồi nhỏ, các con bà đều được cho học nhạc. Huyền Thư được học violin, Thái Lữ học sáo Tôn Sơn học đàn organ. Tuy vậy khi lớn lên, Phan Huyền Thư không theo đuổi nghệ thuật mà trở thành nhà thơ, nhà văn. Sau đó cô còn trở thành nhà làm phim, đạo diễn và nhà biên kịch. Thất Sơn từng có nhiều thời gian theo đuổi nghệ thuật nhưng anh không thành công. Anh cũng đã ly hôn khi có một con gái. Năm 2019, báo chí cho biết bà có một người con dâu là nữ nghệ sĩ Hồng Hạnh, một biên đạo múa.
Thanh Hoa bày tỏ việc con trai và chồng cũ của mình qua đời là nỗi đau "khủng khiếp". Với người chồng thứ hai, bà có một con trai tên Tôn Thất Sơn từng làm nghề ca sĩ.

### Sở thích cá nhân
Ngoài âm nhạc, Thanh Hoa còn có niềm đam mê sưu tầm đồ gốm sứ. Trước khi nghỉ hưu, bà ít có thời gian rảnh rỗi dành riêng cho bản thân. Vào những lúc rảnh rỗi, bà thường đọc truyện của nhà văn Hồ Anh Thái và nghe nhạc Trịnh. Sau này khi chuyển ra ở tại biệt thự, mỗi khi rảnh, bà lại ra vườn để chăm sóc với cây cối, hoa lá và thu hoạch trái cây mà bản thân nuôi trồng.

### Tư gia
Năm 2020, báo Lao Động đưa thông tin Thanh Hoa và người chồng hiện tại đang sống tại một căn biệt thự nhà vườn rộng 1000m2 ở huyện Thạch Thất, ngoại thành Hà Nội. Diện tích của vườn chiếm tới 930m2, là nơi để bà chăm sóc cây cối sau những giờ hoạt động nghệ thuật.

## Vấn đề sức khoẻ
Năm 72 tuổi, Thanh Hoa cho biết bản thân mắc nhiều bệnh của người già như thoái hóa đốt sống, tiền đình, huyết áp cao, mỡ máu, đục thủy tinh thể. Thậm chí có khoảng thời gian bà bị đau lưng nặng đến mức phải ngồi xe lăn một thời gian. Tháng 3 năm 2022, bà bị mắc COVID-19.

## Nhận định
Thanh Hoa có một sự nghiệp ca hát được nhận định là thành công với nhiều giải thưởng lớn nhỏ đạt được trong và ngoài Việt Nam, các album của bà có sự bán chạy dù có những thời điểm khán giả hào hứng với dòng nhạc cách mạng mà bà hát là không nhiều.
Theo báo Công an Nhân dân nhận định, hơn nửa thế kỷ làm cho nền thanh nhạc Việt Nam, Thanh Hoa và một số nghệ sĩ khác như Quang Thọ, Thu Hiền đã "viết nên những trang đẹp nhất về cuộc đời và sự cống hiến của người nghệ sĩ cho đất nước, cho nhân dân." Nữ ca sĩ này được khán thính giả Việt Nam yêu mến gọi là "người đàn bà hát", "pho sử hát" với những ca khúc ca ngợi Hồ Chí Minh, những bài hát về chiến tranh và cả những ca khúc trữ tình đương đại. Nhà báo Ngô Bá Lục nói rằng "Nếu xét dưới góc độ về mặt thể lực thì Nghệ sĩ nhân dân Thanh Hoa là một lực sĩ".

## Sự cố
Trong chương trình truyền hình trực tiếp Con đường âm nhạc của nhạc sĩ Thuận Yến, sau khi hát bài đầu tiên song ca cùng Trung Đức, Thanh Hoa đã bị gặp vấn đề về giọng hát trong quá trình biểu diễn, khiến dư luận cho rằng bà bị mất giọng. Bà lên tiếng khẳng định không bị mất giọng và giải thích chỉ vì ngày hôm đó phải thu âm quá nhiều bài hát nên bị đuối sức. Sau sự cố xảy ra trong đêm truyền hình trực tiếp này, Thanh Hoa tỏ ra cẩn trọng hơn với những lời mời trong chương trình biểu diễn. Bà không lo lắng vì giọng hát của mình không còn như ngày xưa mà sợ báo chí nhận xét tiêu cực về mình.

## Quan điểm nghệ thuật
Thanh Hoa bộc lộ trách nhiệm của bà rằng bản thân hát để "ca ngợi quê hương, người dân lao động, những người bình dị, những người lính, những phụ nữ mất chồng vì cuộc chiến tranh". Nữ ca sĩ cũng từng trả lời phỏng vấn trên một trang báo rằng "người nghệ sĩ như tình nhân của khán giả". Lý giải về điều này, bà cho biết có thời điểm bản thân phải đi diễn lang thang để kiếm sống mà những chương trình lớn bà không được tham gia. Bà cho rằng không phải vì giọng ca, mà do chiều cao của bản thân, trong đó chương trình nào cũng có nhiều nghệ sĩ và người mẫu nổi tiếng, "ai nhìn thấy tình nhân cũng hồi hộp chứ khi đã là vợ chồng thì tình cảm ấy không còn nữa" và tự nhận mình là một người vợ "quá già". Khi được gọi với danh xưng "Diva", bà tỏ ra "vừa mừng vừa lo".
Cũng trong một bài báo phỏng vấn khác năm 2002, Thanh Hoa tỏ ra "không hiểu trách nhiệm người nghệ sĩ" với những ca sĩ trẻ. Bà phê phán những bài hát nhạc trẻ tại Việt Nam thời bấy giờ đang có xu hướng dùng lời hát "vô nghĩa". Bà thổ lộ ca từ trong các ca khúc nhạc trẻ còn có xu hướng "táo bạo hơn" và khuyên nhủ "trau chuốt hơn về lời thì sẽ hay hơn". Thanh Hoa thậm chí thẳng thắn chỉ trích một số ca sĩ trẻ khi hát được một bài âm nhạc thị trường hot "đã lầm tưởng" bản thân là "nghệ sĩ cỡ lớn" trong khi "chưa thấm nhuần ý thức xã hội", cũng như không hiểu được vị trí của mình trong cộng đồng nghề nghiệp và khán giả. Trong vai trò ban giám khảo cuộc thi Giọng hát hay Hà Nội 2022, Thanh Hoa tỏ ra "gai người" vì thí sinh luôn hát lại những bài hát cũ và cho đó là "chưa theo kịp thời đại". Bà cũng tự nhận định trong nhiều năm làm nghệ thuật, bản thân bà thấy các ca sĩ "hát hay" đều ở Nghệ An, và Thanh Hoá. Theo đó, trong các cuộc thi hát cứ ca sĩ ở hai tỉnh trên là giải nhất hạng mục âm nhạc dân ca.
Tuy lời bài hát từ tác phẩm làm nên tên tuổi của bà "Tàu anh qua núi" có đoạn miêu tả cô gái khi đã yêu ai thì dù khó khăn cũng vẫn vượt qua để yêu người đàn ông, nhưng bà cho rằng bản thân "không đề cao đức hy sinh, nhẫn nhịn", cũng là nguyên nhân khiến cho bà quyết định ly hôn.
Trước thực trạng số lượng nghệ sĩ được phong tặng danh hiệu Nghệ sĩ ưu tú và Nghệ sĩ nhân dân trở nên nhiều, Thanh Hoa thẳng thắn bày tỏ "Đừng biến danh hiệu trở thành món đồ trang sức!" và nêu lên thực trạng đút lót để mua danh hiệu. Nữ nghệ sĩ cũng bày tỏ sự bức xúc trong vấn đề quyền tác giả tại Việt Nam, cũng như nêu lên thực trạng nghe nhạc nhưng không muốn trả tiền. Tại Hội nghị Văn hóa toàn quốc ngày 24 tháng 11 năm 2021, với tư cách là đại biểu, Thanh Hoa phát biểu rằng "Nếu kinh tế phát triển mà không có văn hóa sẽ thành chộp giật".

## Album đã ra mắt
- "Mùa xuân và tôi"
- "Em vẫn đợi anh"
- "Ước hẹn đồng quê"
- "Bác Hồ – tình yêu bao la"

## Giải thưởng và thành tựu
- Giải nhất tại cuộc thi nhạc nhẹ quốc tế Cóc-Phây vàng lần thứ 18 ở Bulgaria (1982)[2]
- Huy chương vàng Hội diễn ca múa nhạc toàn quốc (1985)[2]
- Bằng khen đặc biệt cuộc thi 8 bài hát trên vô tuyến truyền hình ở Cuba[2]
- Bằng khen "người hát bài hát Tiệp Khắc hay nhất"[2]
- Nghệ sĩ ưu tú
- Nghệ sĩ nhân dân (2001)